# Hoplocnemis scholtzi
Hoplocnemis scholtzi är en skalbaggsart som beskrevs av Dombrow 1998. Hoplocnemis scholtzi ingår i släktet Hoplocnemis och familjen Melolonthidae. Inga underarter finns listade i Catalogue of Life.